# Kanton Laon-2
Laon-2 is een kanton van het Franse departement Aisne. Het kanton maakt deel uit van het arrondissement Laon.
Het kanton Laon-2 werd gevormd ingevolge het decreet van 21 februari 2014, met uitwerking op 22 maart 2015, met Laon als hoofdplaats.

## Gemeenten
Het kanton omvat sinds zijn vorming volgende 24 gemeenten en een deel van Laon:
- Arrancy
- Athies-sous-Laon
- Bièvres
- Bruyères-et-Montbérault
- Cerny-en-Laonnois
- Chamouille
- Chérêt
- Chivy-lès-Étouvelles
- Colligis-Crandelain
- Eppes
- Étouvelles
- Festieux
- Laon (deels)
- Laval-en-Laonnois
- Lierval
- Martigny-Courpierre
- Montchâlons
- Monthenault
- Nouvion-le-Vineux
- Orgeval
- Parfondru
- Presles-et-Thierny
- Samoussy
- Veslud
- Vorges